# Žleby
Žleby (en allemand : Schleb) est une commune du district de Kutná Hora, dans la région de Bohême-Centrale, en République tchèque. Sa population s'élevait à 1 400 habitants en 2024.

## Géographie
Žleby se trouve à 9 km au nord de Golčův Jeníkov, à 18 km au sud-est de Kutná Hora et à 79 km à l'est-sud-est de Prague.
La commune est limitée par Vrdy et Vinaře au nord, par Ronov nad Doubravou, Biskupice et Kněžice à l'est, par Zvěstovice et Skryje au sud, par Hostovlice au sud-est, et par Horky, Potěhy, Drobovice et Čáslav, à l'ouest.

## Histoire
La première mention écrite de la localité date de 1278.

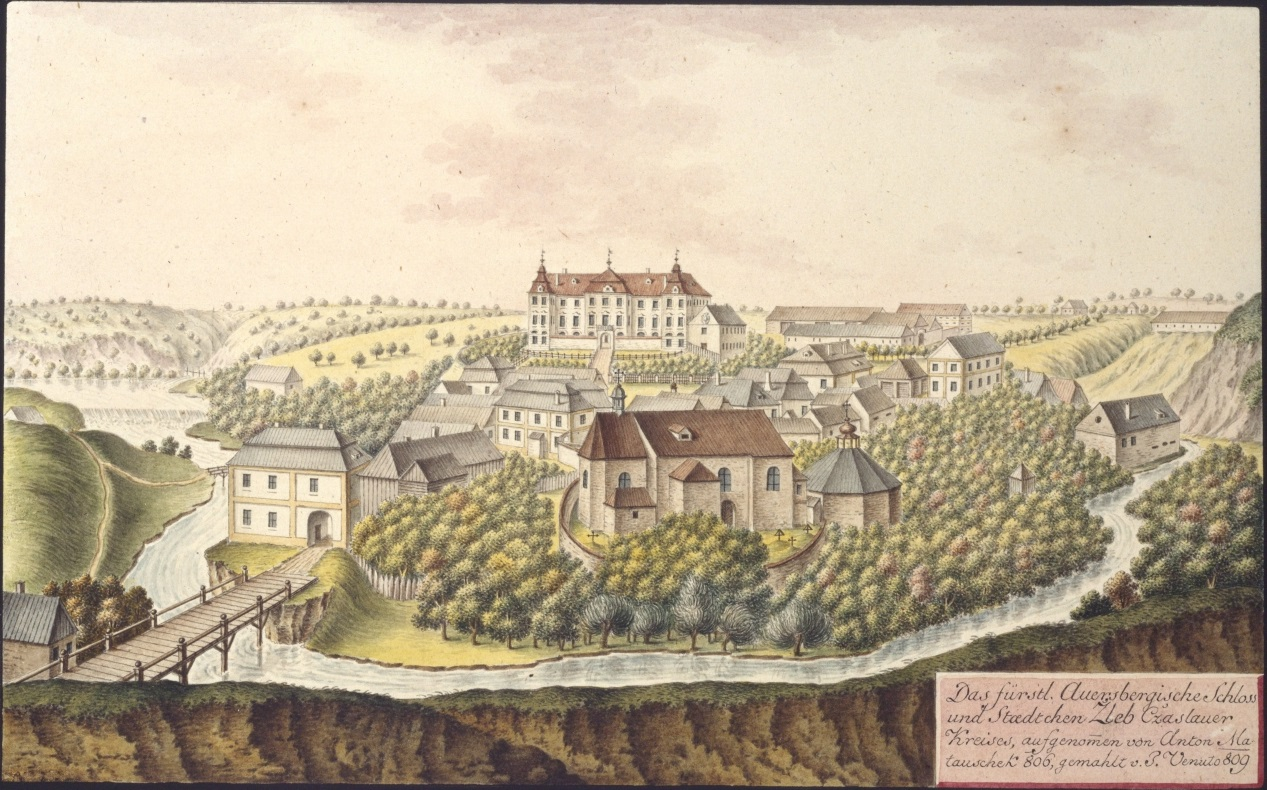
Château de Žleby en 1809, par Joann Venuto.

## Administration
La commune se compose de quatre sections :
- Žleby
- Kamenné Mosty
- Markovice
- Zehuby

## Galerie

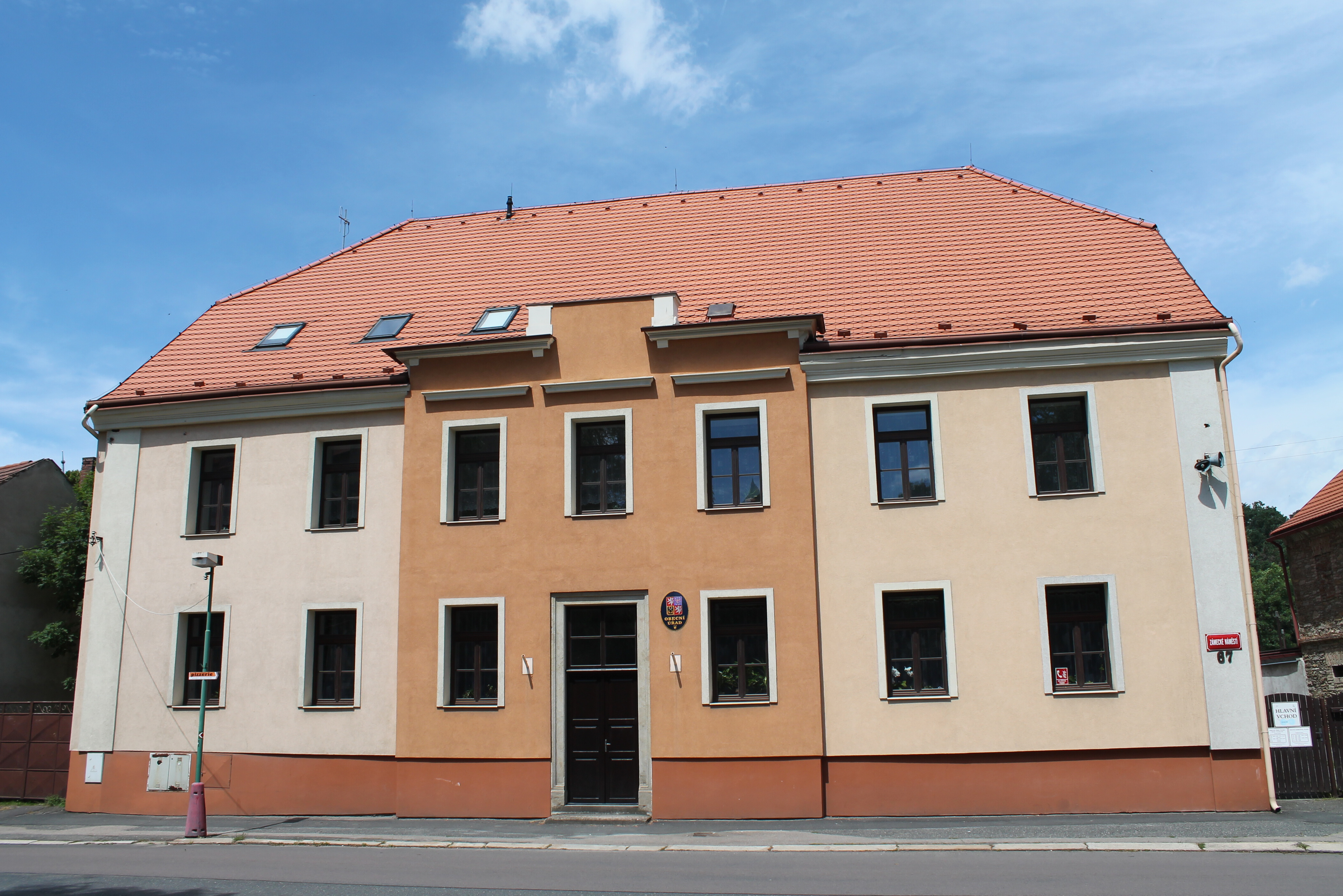
Žleby : la mairie.
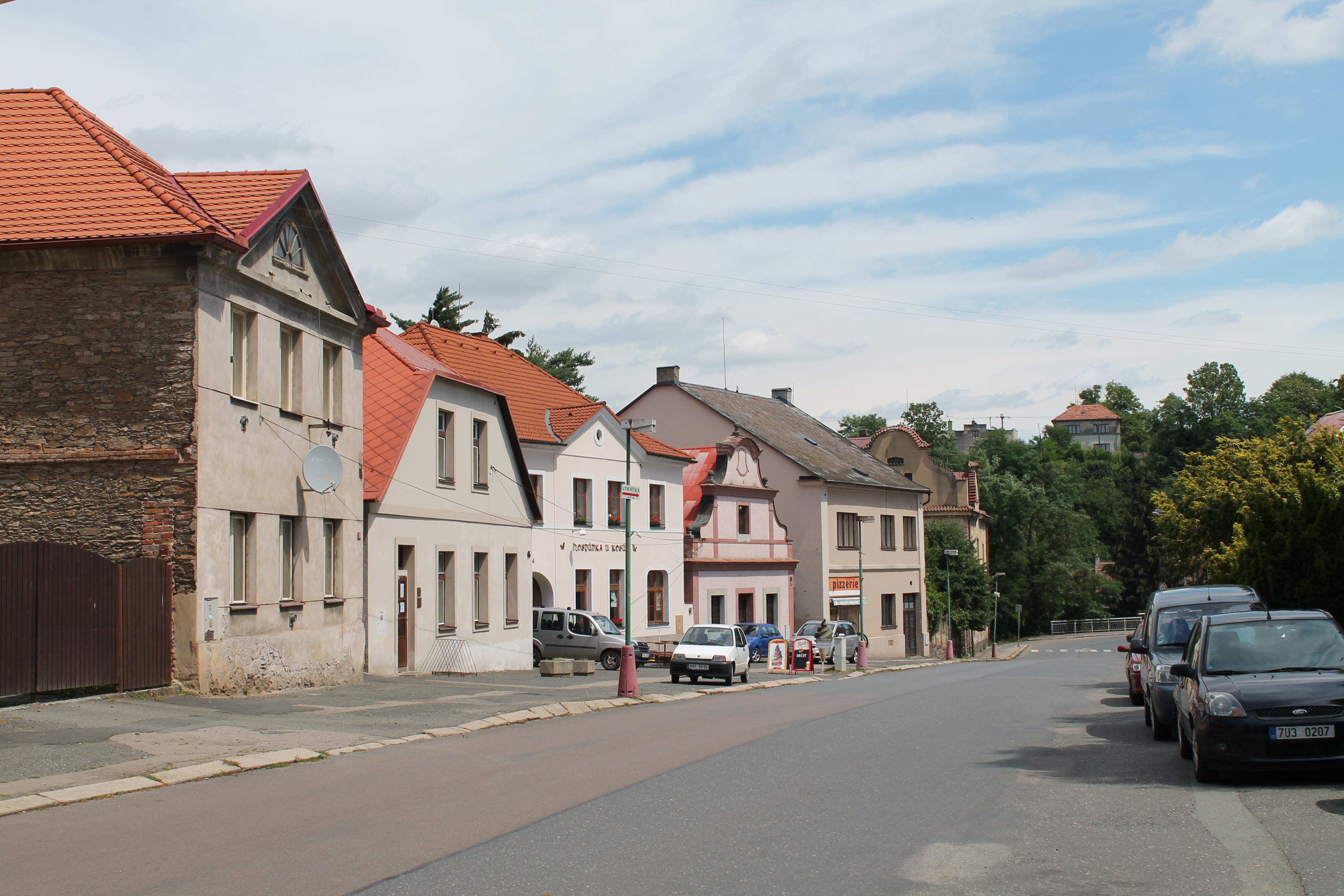
Place centrale.